# Arrondissement Saint-Omer
Arrondissement Saint-Omer je francouzský arrondissement ležící v departementu Pas-de-Calais v regionu Hauts-de-France. Člení se dále na 5 kantonů a 89 obcí.

## Kantony
od roku 2015:
- Aire-sur-la-Lys (část)
- Fruges (část)
- Longuenesse
- Lumbres (část)
- Saint-Omer

před rokem 2015:
- Aire-sur-la-Lys
- Ardres
- Arques
- Audruicq
- Fauquembergues
- Lumbres
- Saint-Omer-Nord
- Saint-Omer-Sud